# Thác nước Multnomah
Thác nước Multnomah Falls là một thác nước ở phía bên Oregon của Hẻm núi sông Columbia, nằm ở phía đông của Troutdale, giữa Corbett và Dodson thuộc Quận Multnomah, dọc theo Quốc lộ sông Columbia lịch sử (Historic Columbia River Highway), và ở phía dưới Núi Hood - là một trong những ngọn núi lớn nhất nước Mỹ.
Thác cao 189m và có 2 tầng, tầng trên cao 165 m và tầng dưới cao 21 m. Thác nước này đã trở thành một địa điểm du lịch nổi tiếng của đất nước này vào thời gian gần đây.
Bắc ngang thác có cầu đi bộ Benson (Benson Footbridge), đặt theo tên nhà từ thiện và doanh nhân Simon Benson, người vào năm 1914 tài trợ đá và vữa xây từ Ý để xây dựng cây cầu. Cầu dài 14m và cao 32m.